# Kostel svatého Pia V. (Homole u Panny)
Kostel svatého Pia V. v Homoli u Panny je klasicistní sakrální stavbou stojící na skalnaté vyvýšenině nad návsí uprostřed obce, které dominuje. Od 14. října 1994 je kostel chráněn jako kulturní památka České republiky.

## Historie

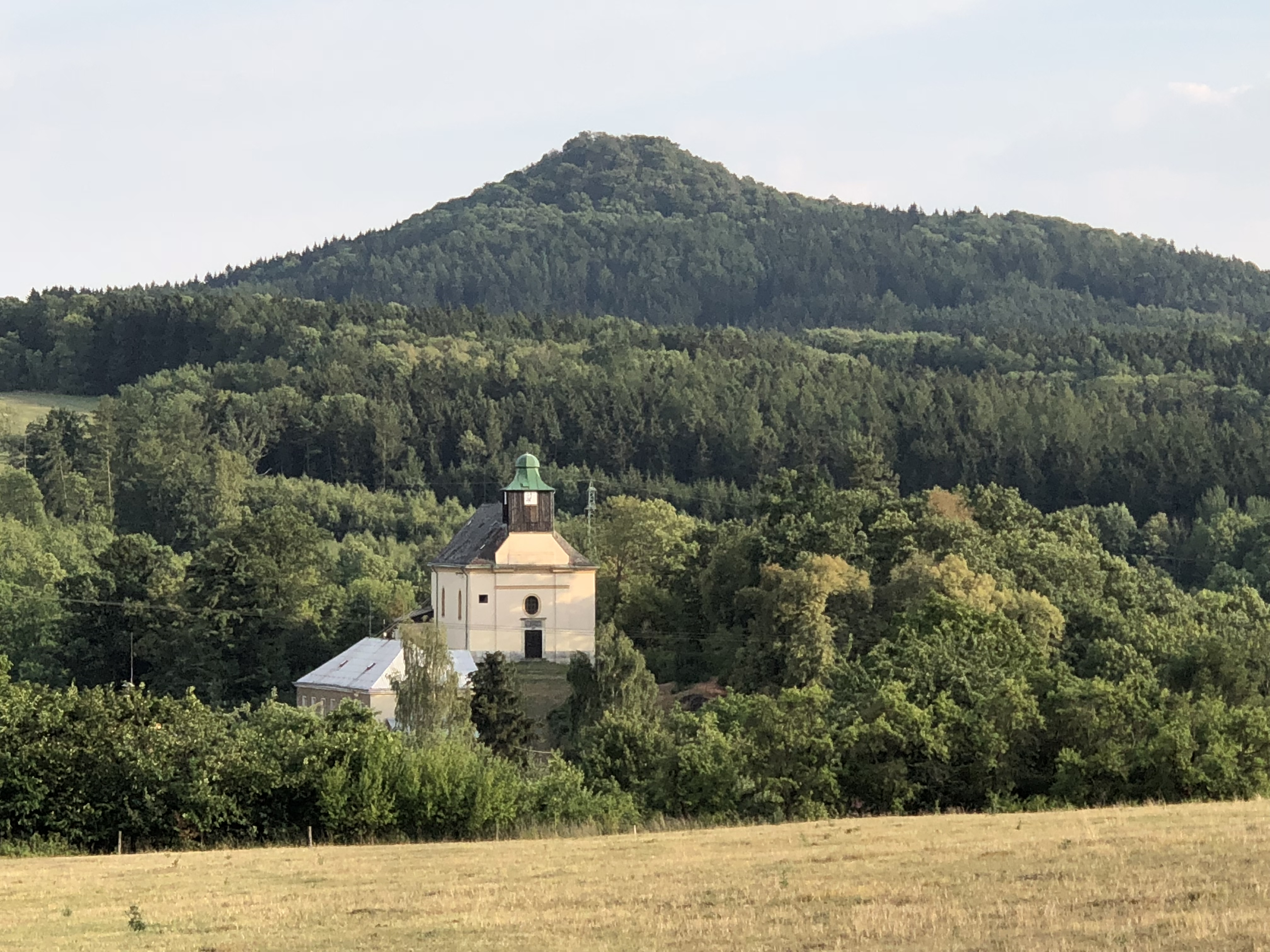
Pohled na kostel sv. Pia V. zasazený do krajiny

Obec Homole u Panny byla v majetku litoměřické kapituly, dále německých rytířů a několika šlechtických rodů. Od roku 1630 ji vlastnili litoměřičtí dominikáni. Ti se rozhodli v roce 1724 postavit v místě kapli a za patrona kaple si zvolili papeže Pia V., který patří mezi dominikánské řádové světce a jemuž byla kaple poté zasvěcena. Císař Josef II., který sice nechal rušit nadbytečné kostely, nechával tam, kde to bylo pro duchovní život poddaných důležité, naopak budovat nové kostely. Z tohoto důvodu byl v roce 1787 postaven na místě původní starší kaple postaven i kostel. Kostel se stal od roku 1861 farním. Když došlo po roce 1945 k vysídlení původního německy mluvícího obyvatelstva, kostel ztrácel svou funkci a chátral. Obec Homole opravila svou dominantu počátkem 21. století a na faře pod kostelem zřídila mineralogické museum. To bylo nazvané podle Josefa Emanuela Hibsche (1852–1941), místního rodáka, který geologicky zmapoval České středohoří.

## Architektura

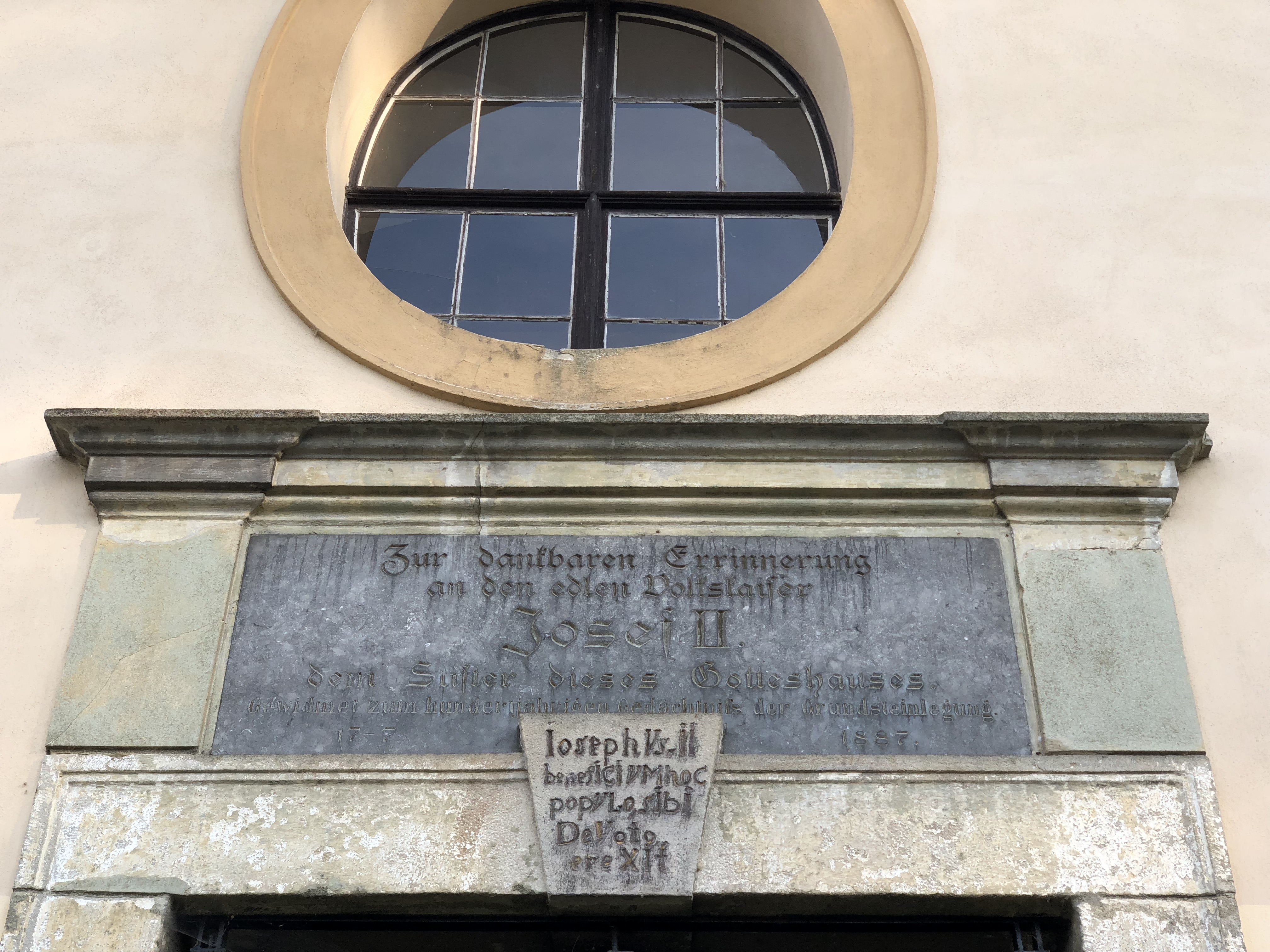
Pamětní nápis na kostele sv. Pia V.

Kostel je podélná jednolodní stavba, která je orientovaná k jihu. Má odsazený polygonální závěr a na severní straně sakristii. Na průčelí je plochý rizalit s pilastry. V ose průčelí je obdélný portál s chronogramem na klenáku, dále pamětní deska z roku 1887 a oválné okno. V průčelí nahoře na římsou se nachází dřevěná zvonička. Uvnitř kostela je plochý strop. Okna kostela jsou půlkruhová.

## Vybavení
Hlavní oltář pochází z roku 1895. Jsou na něm sochy sv. Barbory a sv. Doroty, a reliéf Nejsvětější Trojice. Titulní obraz hlavního oltáře je starší a byl zřejmě získání z Itálie v roce 1724 pro původní kapli. Představuje starce Pia, který klečí před oltářem. Nad ním je vymalována Madona s dítětem, v pozadí pak rozbouřené moře s plachetnicemi a ztroskotanou lodí. Zpovědnice za oltářem jsou barokní a pochází z 1. poloviny 18. století. Jsou ozdobeny řezbami a reliéfem Maří Magdalény pocházející z jezuitského kostela v Litoměřicích. Kazatelna je nová, doplněná čtyřmi barokními figurami evangelistů z 18. století. Křtitelnice pocházející z 18. století je kamenná. Z 18. století pochází také velký krucifix. Ve zlacených rámech s akantovou řezbou se zde nacházejí dva veliké obrazy z 18. století. Jedná se o obraz sv. Josefa s Ježíškem mezi anděly a Ježíše na oblacích s Pannou Marií a sv. Annou. Na poprsníku kruchty je oválný obraz císaře Josefa II.

## Zvony
Na západní hodinové věži zavěšen nedatovaný středověký zvon s nápisem v gotické minuskuli. Dále jsou zde dva ocelové závěsy bez zvonů. Na trámech nad nimi malý litinový hodinový cymbál, nezdobený, natřený černou barvou. V minulosti se zde nacházel zvon z roku 1725, zvon z roku 1866 od Františka Herolda z Litoměřic a další nedatovaný zvon.